# Route nationale 31 (Madagascar)
Pour les articles homonymes, voir Route nationale 31.
La route nationale 31 (N 31) est une route nationale s'étendant de Bealanana jusqu'à Antsohihy à Madagascar.

## Description
La route nationale 31 parcourt 129 km dans la région de Sofia.

## Parcours
Du nord-est au sud-ouest:
- Bealanana
- Antsahabe
- Ambatosia
- Antsohihy - (croisement de la N 6)